# Hiltruper Museum

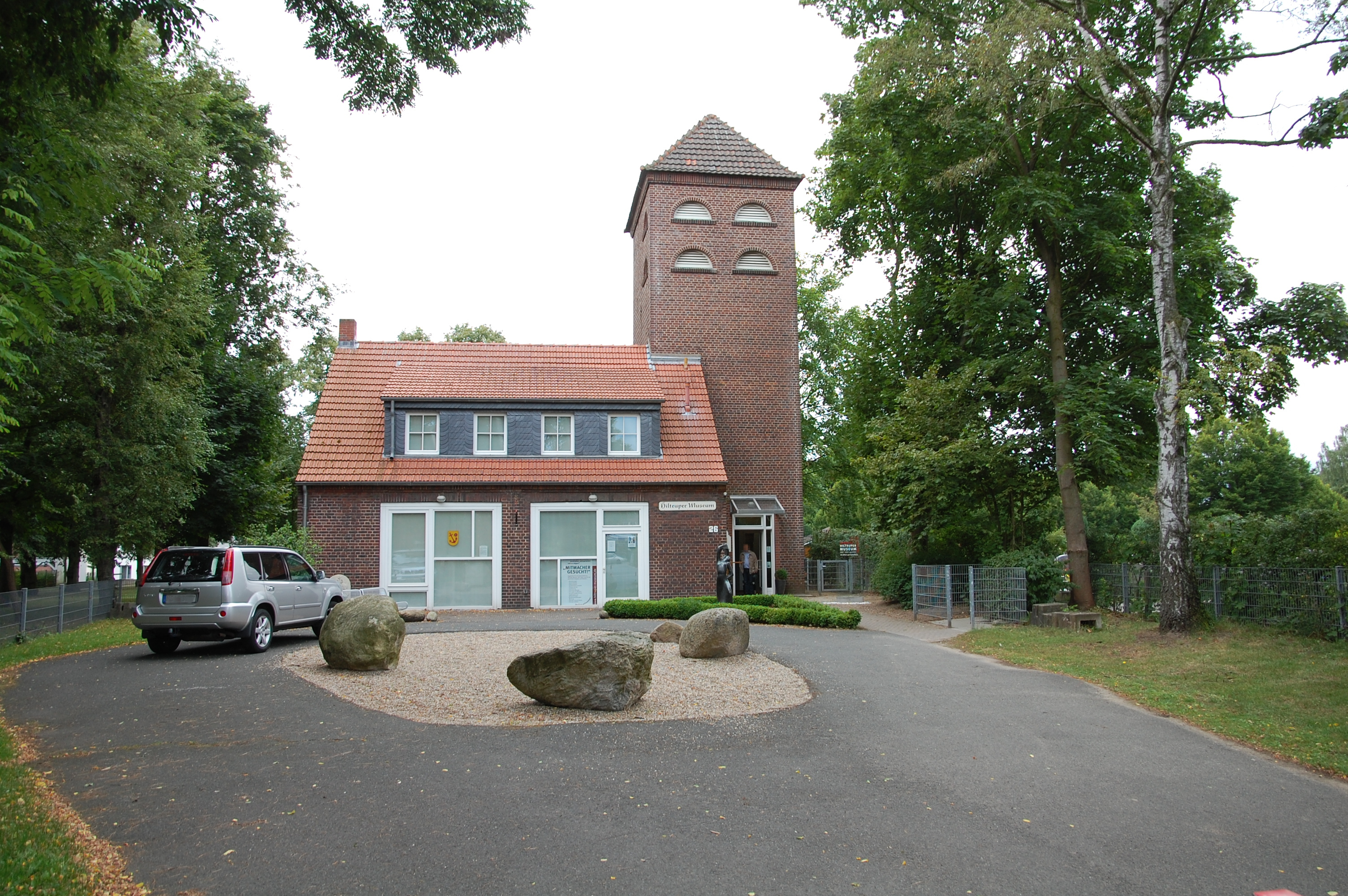
Das Hiltruper Museum (2012)

Das Hiltruper Museum ist ein westfälisches Heimatmuseum im münsteraner Stadtteil Hiltrup. Es wurde 1984 in Eigeninitiative des Heimatvereins Heimatfreunde Hiltrup gegründet.
Träger ist der Förderverein Hiltruper Museum e. V. Zweck des Vereins ist, ein Museum aufzubauen und zu unterhalten, um Museumsstücke aus der Vergangenheit des Ortsteils aufzubewahren, zu vervollständigen und der Öffentlichkeit zugänglich zu machen. Ein Kuratorium steht dem Vorstand beratend zur Seite.
Die ersten 14 Jahre befand sich das Museum im Obergeschoss der ehemaligen Dampfmühle Wentrup. Seit 1998 befindet es sich in dem ehemaligen Hiltruper Feuerwehrhaus. Zahlreiche ehrenamtliche Mitarbeiter führen die kulturelle Einrichtung. Die 180 Quadratmeter große Fläche zeigt die Entwicklung der Stadtteilgeschichte. Des Weiteren werden in regelmäßigen Abständen Wechselausstellungen präsentiert und Vorträge über die Hiltruper Geschichte organisiert. Das Museum ist sonntags geöffnet.